# Kolisnîkove, Romnî
Kolisnîkove (în ucraineană Колісникове) este un sat în orașul regional Romnî din regiunea Sumî, Ucraina.

## Demografie
Componența lingvistică a localității Kolisnîkove
     Ucraineană (93,02%)
     Rusă (6,98%)
Conform recensământului din 2001, majoritatea populației localității Kolisnîkove era vorbitoare de ucraineană (93,02%), existând în minoritate și vorbitori de rusă (6,98%).